# 馬卡欽

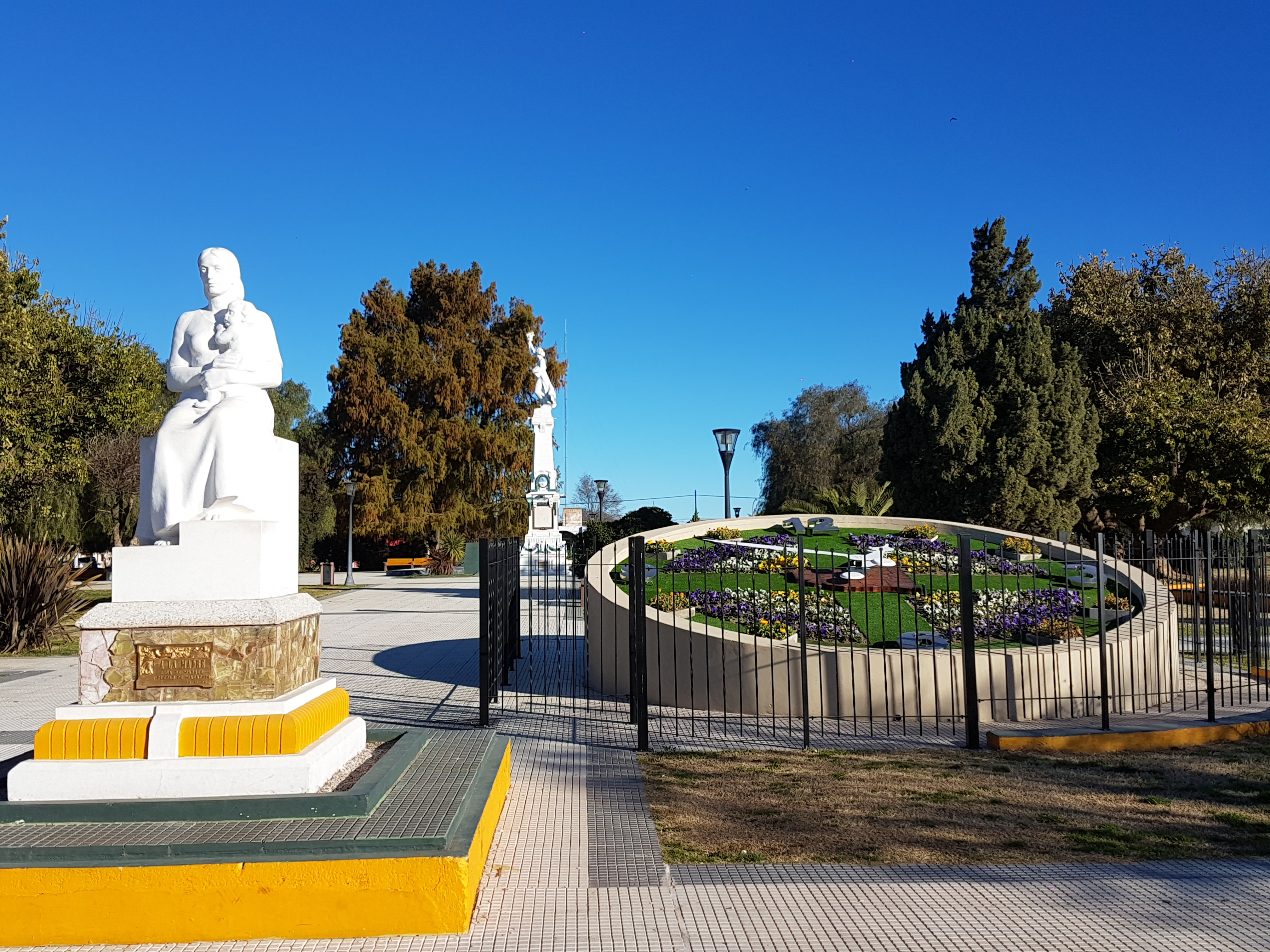
馬卡欽

馬卡欽（西班牙語：Macachín），是阿根廷的城鎮，位於該國北部拉潘帕省，是阿特雷烏科縣的首府，始建於1902年11月2日，面積750平方公里，海拔高度130米，2001年人口4,554。
37°09′S 63°39′W / 37.150°S 63.650°W